# Thomas Dereymez
Thomas Dereymez est un joueur français de volley-ball né le 14 novembre 1990 . Il mesure 1,90 m et joue passeur.

## Clubs
| Club           | Pays   | De        | À         |
| -------------- | ------ | --------- | --------- |
| Beauvais OUC   | France | 2010-2011 | 2012-2013 |
| Chaumont VB 52 | France | 2013-2014 | 2014-2015 |
| GFC Ajaccio    | France | 2015-2016 | ...       |

## Palmarès
- Coupe de France 
  - Finaliste : 2011, 2012